# 富爾馬諾夫 (伊萬諾沃州)
57°15′N 41°05′E / 57.250°N 41.083°E
富爾馬諾夫（俄语：Фу́рманов）是俄羅斯伊萬諾沃州北部的一個城市，距州府伊萬諾沃以北33公里。2002年人口40,874人。
1918年建立，時稱。1941年3月13日改名以紀念俄羅斯作家德米特里·富爾馬諾夫。

## 友好城市
- 俄羅斯多莫傑多沃